# Річард Лічі
Річард Вебстер Лічі (англ. Richard Webster Leche; 15 травня 1898 — 22 лютого 1965) — американський політик, губернатор штату Луїзіана від Демократичної партії (1936–1939). Лічі був першим губернатором Луїзіани засудженим до тюремного ув'язнення.
Лічі належав до команди сенатора Х'юї Лонга, зокрема керував його кампанією по виборах у сенат в 1930 р. В 1932 р. Лонг пролобіював Лічі в секретарі до губернатора Луїзіани Оскара Келлі Алена. Основною роботою Лічі було спостерігати за губернатором і щоденно доповідати Лонгу.
Після загибелі Лонга у вересні 1935 р. його політична команда залишилась без явного лідера. Після тривалих закулісних переговорів Лічі став кандидатом на губернаторських виборах 1936 р., і зрештою отримав перемогу. Після інагурації Лічі заявив: «Коли я давав присягу, я не приймав обітницю бідності».
Адміністрація президента Рузвельта домоглась від Лічі обіцянки припинити підтримку організованого Лонгом руху «Поділимося нашим достатком», та підтримати Новий курс.
Через деякий час адміністрація Рузвельта отримала докази щодо нецільового використання федеральних коштів, а також ухиляння від сплати податків які допускала адміністрація Лічі. Припинення конфронтації з Вашингтоном адміністрація губернатора сприйняла як можливість більше вкрасти.
Коли факти корупції стали надто кричущими Лічі і кільком його друзям були пред'явлені звинувачення. В результаті 26 червня 1939 р. Лічі подав у відставку. Його замінив віце-губернатор Ерл Лонг.

## Засудження і позбавлення волі
У 1940 році Лічі був засуджений до 10 років ув'язнення за шахрайство з використання коштів державного бюджету, використання державних ресурсів на будівництво приватних будинків для себе і своїх союзників, отримання незаконних прибутку від продажу незаконно видобутої нафти, ухилення від сплати податків і зловживання коштами з університету Луїзіани.
В 1945 році він був умовно звільнений, а в 1953 р. Гаррі Трумен його помилував.
Через деякий час він відновив свою адвокатську практику і аж до смерті в 1965 року жив у Новому Орлеані.
Через десятиліття після Лічі, Едвін Едвардс стане другим губернатором Луїзіани засудженим до тюремного ув'язнення.